# Hagaskolan, Göteborg

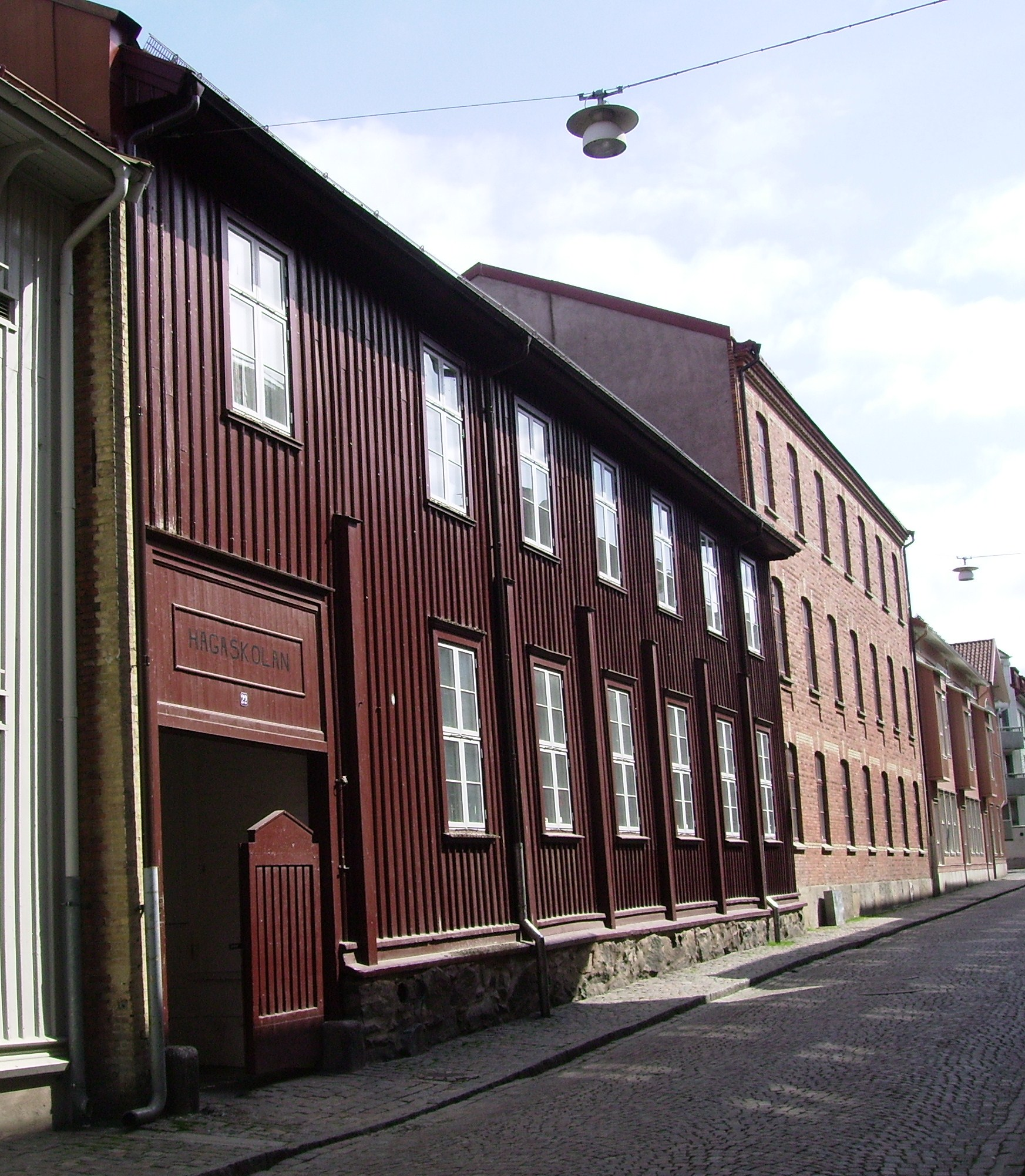
Hagaskolan från 1817 med öppet trapphus

Hagaskolan eller Östra Hagaskolan är en äldre byggnad och skola i stadsdelen Haga i Göteborg. Skolan har gett namn åt Skolgatan och har adress Skolgatan 22.
På gatan, som tidigare kallades Sjömansgatan, låg ursprungligen två skolor. Den första byggdes 1817, den andra 1827 för Willinska skolans räkning. Göteborgs stad köpte upp skolbyggnaderna 1845 för den allmänna skolans räkning. I Hagaskolan återfinns numera grundskola från förskoleklass upp till årskurs 5 och fritidshemsverksamhet.
De flesta trähus i Haga byggdes på 1850-talet. Genom Hagaskolan speglas såväl stadens som landets skolhistoria. År 1842 inrättades ett folkskolelärarseminarium i Göteborg. Att svenska barn skulle gå i folkskola stadgades i lag. Några inrättades i befintliga skolhus. Hagaskolan är en av stadens äldsta folkskolor, där Lancastermodellen användes, det vill säga de äldre barnen lärde de yngre. Vid skolgården fanns även det så kallade sopphuset, där fattiga barn serverades gratis mat.
Enligt en kommunal utredningskommitté som tillsattes för att utreda folkskoleförhållandena i Göteborg gick år 1857 endast 1 643 barn i åldern 7-16 år i skolan av 3 444; 20 procent (330 barn) gick i Hagaskolan. Det var således en tämligen betydande skola.